# Jean-Baptiste Senès
Jean-Baptiste Pierre Senès est un homme politique français né le 21 octobre 1757 à Toulon (Var) et décédé le 4 janvier 1829 au même lieu.

## Biographie
IJean-Baptiste Pierre Senès naît le 21 octobre 1757 à Toulon et est baptisé le même jour à Sainte-Marie. Il est le fils d'un professeur de belles lettres, Pierre Senès, et de son épouse, Thérèse Bouche.
Jean-Baptiste Sénès, dit le jeune, est avocat sous l'Ancien Régime. Nommé procureur de la commune de Toulon sous la Révolution, il devient procureur syndic puis agent national du district de Toulon sous le Directoire. Il est nommé sous-préfet de Toulon après le coup d'État du 18 Brumaire, exerçant ses fonctions de floréal an VIII (mai 1800) à février 1806. 
Il est député du Var de 1805 à 1810 puis en 1815, pendant les Cent-Jours.
Il meurt le 4 janvier 1829 à Toulon. 